# Dans ma fusée
Singles de Ilona Mitrecey
C'est les vacances
(2005) Noël, que du bonheur
(2005)
Clip vidéo
[vidéo] « Dans ma fusée », sur YouTube
Dans ma fusée est une chanson de la chanteuse française Ilona Mitrecey extraite de son premier album Un monde parfait.
C'est le troisième single d'Ilona. Il sort le même mois que l'album, en octobre 2005. L'album débute à la 2e place la semaine du 15 octobre, et le single la semaine suivante (celle du 22 octobre) à la 3e place (ce qui restera sa meilleure position).

## Liste des titres
| 1. | Dans ma fusée                         | 3:49 |
| 2. | Dans ma fusée (Version instrumentale) | 3:49 |

| 1. | Dans ma fusée (Edit)                     | 3:49 |
| 2. | Dans ma fusée (Instrumental)             | 3:49 |
| 3. | Dans ma fusée (Remix - Extended Version) | 5:32 |
| 4. | Dans ma fusée (Vidéo)                    | 3:49 |

## Classements
| Classement (2005)                       | Meilleure position |
| --------------------------------------- | ------------------ |
| Belgique (Wallonie Ultratop 50 Singles) | 13                 |
| France (SNEP)                           | 3                  |
| Suisse (Schweizer Hitparade)            | 34                 |